# Helmut Krackowizer

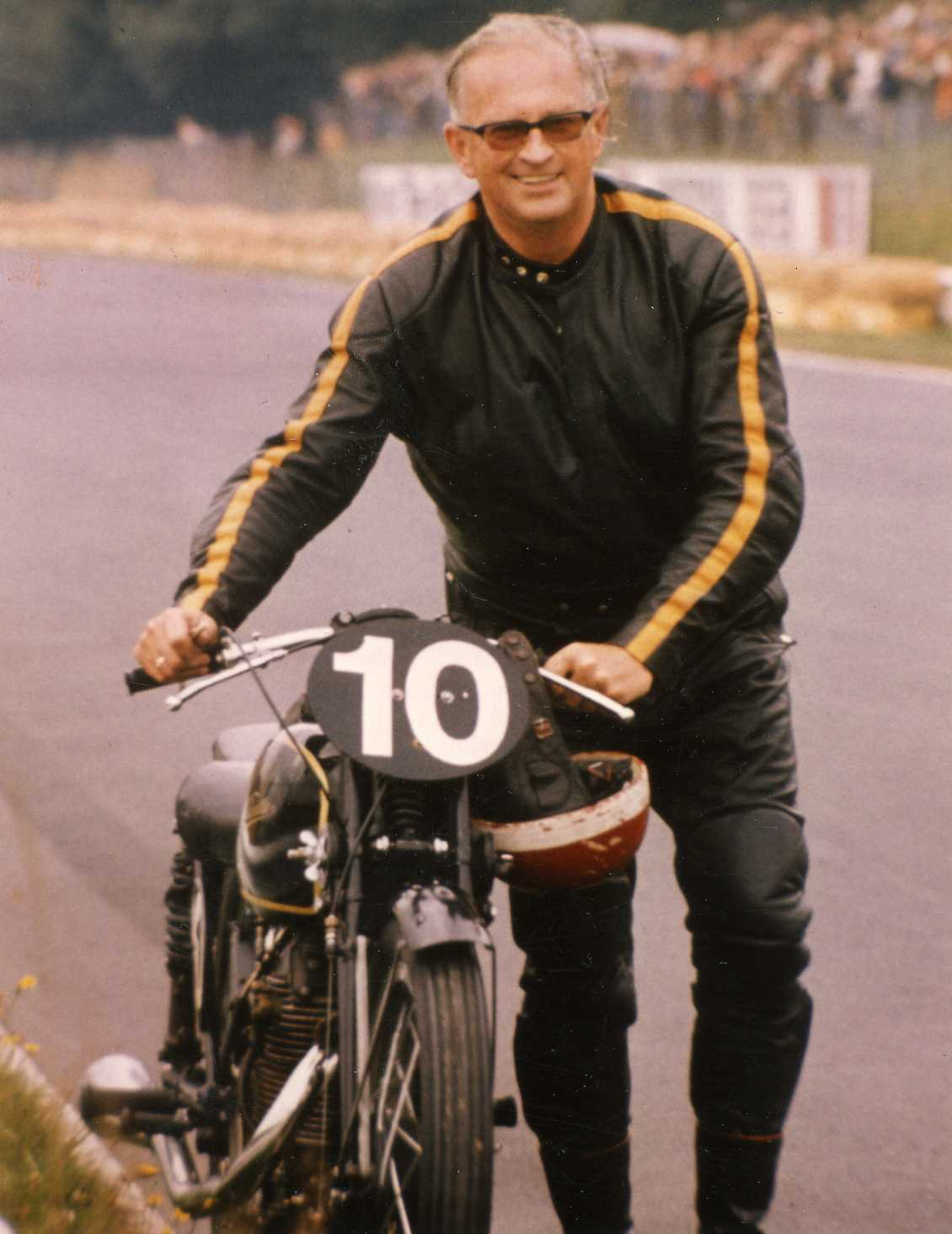
Helmut Krackowizer, 1980, Hockenheim mit Velocette

Helmut Krackowizer (* 29. April 1922 in Frankenmarkt, Oberösterreich, Österreich; † 22. Oktober 2001 in Salzburg, Österreich) war ein österreichischer Fachmann für Motorradgeschichte. Aufgrund seiner lebenslangen Leidenschaft zur englischen Motorradmarke Rudge erhielt er von seinen englischen Freunden den Beinamen „Mister Rudge“.

## Jugend- und Kriegsjahre
Helmut Krackowizer kam als zweiter Sohn des Rechtsanwalts Maximilian und Hedwig Krackowizer in Frankenmarkt in Oberösterreich zur Welt. Er ist der Enkel von Otto Scholz, der beim  k.u.k. Infanterieregiment Nr. 75 Oberst war. 1924 zog die Familie nach Vöcklabruck, wo Krackowizer von 1928 bis 1932 die Volksschule besuchte, anschließend bis 1936 das Stiftsgymnasium Kremsmünster und dann bis 1940 das Gymnasium in Gmunden. 1931, als Neunjähriger, beim Besuch des Gaisbergrennens in Salzburg vom „Virus“ des Motorradfahrens infiziert, saß er bereits 1939 als Siebzehnjähriger zunächst im Sattel einer NSU 250 OSL, die er zusammen mit seinem Bruder Otto besaß, dann im Sattel einer Norton „International“ 500 cm³ The Unapproachable. In den Sommerferien arbeitete er als Jugendlicher in Mechanikerwerkstätten und besuchte Motorradrennen.
Während des Zweiten Weltkriegs kaufte er sich sein erstes Rennmotorrad, eine 250-cm³-Rudge Rennmaschine mit zwei Ventilen. Diese hielt den 5-Stunden-Weltrekord auf der Bahn von Brooklands in England. Im März 1939 wurde sie vom Werk aus England nach Deutschland importiert. Garantiert über 150 km/h Spitzengeschwindigkeit, so die Beschreibung des Verkäufers aus Bremen, Deutschland, des 2100 Reichsmark teuren Motorrads. Krackowizer nahm das Motorrad mit auf seine Dienststationen bis nach Breslau (Polen), wo er es, verpackt in Kisten, in seine Heimatstadt Vöcklabruck schickte. Er erlebte das Kriegsende als Jägerleitoffizier der Luftnachrichten-Truppe einer Nachtjagd-(Radar)-Kompanie in Norwegen. Bei der Übergabe der Kompanie an die Norweger erschien ein norwegischer Offizier auf einem Motorrad. Bald schon waren er und Krackowizer in ein „Fachgespräch“ vertieft, das mit einer Probefahrt von Krackowizer endete – es gab eben auch Vertrauen unter Kriegsgegnern. Nach kurzer Gefangenschaft wurde Krackowizer am 7. September 1945 entlassen und kehrte nach Vöcklabruck heim.

## Rennfahrerjahre 1946 bis 1955

### 1946
Am 6. Oktober 1946 fuhr er sein erstes Motorradrennen mit der Rudge 250 cm³ bei strömenden Regen beim 1. Motorrad-Nachkriegsrennen in Salzburg-Nonntal und erreichte den dritten Platz.

### 1947
Im Frühjahr 1947 lockte das erste Speedwayrennen in Salzburg, veranstaltet vom gerade gegründeten SAMTC (Salzburger Automobil-, Motorrad- und Touring-Club), 20.000 Zuschauer auf die Trabrennbahn in Salzburg-Aigen. Ermutigt durch diesen Erfolg fand am 6. Juli 1947 das erste Motorradrennen auf der Autobahn in Salzburg-Liefering statt. Aus diesem Straßenrundrennen wurde 1958 der „Große Preis von Österreich“, der später auf das Autobahnteilstück bei Salzburg-Grödig und später auf den Salzburgring verlegt wurde.
In dem Rennen am 6. Juli 1947 gewann Krackowizer die Junior-Klasse A bis 250 cm³ auf seiner Rudge in 44:32,8 Minuten, gefolgt von den Salzburgern Fritz Walcher auf New Imperial in 46:43,4 Minuten und Richart Kwitt auf Puch in 46:43,4 Minuten. Das Rennen führte über 15 Runden, was einer Distanz von 63 Kilometern entsprach (Rundenlänge 4,2 km). Krackowizer lag auch im Senior-Rennen drei Runden in Führung, bevor er wegen eines Defekts aufgeben musste.
Das war der Beginn seiner bis 1955 dauernden Rennfahrerkarriere. Das Jahr 1947 wurde eines seiner erfolgreichsten Rennjahre. Er fuhr u. a. Rennen in Österreich in Rankweil (Vorarlberg), Innsbruck beim Hungerburg-Rennen, in Graz-Lazarettsiedlung und Ries-Berg, Pötschenpass, sowie in Liechtenstein-Triesenberg. Rennergebnisse im Jahr 1947: drei erste Plätze, zwei Klassenrekorde, zwei zweite Plätze, zwei vierte Ränge – erfolgreichster Fahrer Österreichs der Klasse A bis 250 cm³; heute würde man dazu „Motorrad-Staatsmeister“ seiner Klasse sagen.

### 1948
1948 wollte Helmut Krackowizer an der Tourist Trophy auf der Isle of Man teilnehmen, scheiterte jedoch an Zollerfordernissen an der Schweizer Grenze (er sollte eine hohe Kaution für die sichere Rückführung der Rennmaschinen sowie eine beträchtliche Versicherungsprämie für den Transport durch die Schweiz bezahlen.) Es blieb bei einem Eintrag im Programmheft, das noch in seinem Archiv existiert. Auf Rudge 250 belegte er den 3. Platz beim „1. Mai Rennen“ in Salzburg hinter dem Wiener Radler (Puch) und dem Italiener Nocchi. Beim Bergrennen Ries bei Graz wurde es ebenfalls ein 3. Platz, wieder hinter Nocchi und Rott (Wien) auf JAP, mit einer knappen Zeitdifferenz von zwei Sekunden auf den Sieger und nur 2/10 Sekunden auf den Zweitplatzierten.

### 1949
Zu den beiden Rennen 1949 in der Schweiz schrieb Krackowizer:
Erlen: „...Ich sehe mich noch heute mit meinem Salzburger Freund Volzwinkler, der eine schnelle 350 cm³ Norton fuhr, als Schlusslicht am Start stehen, weil wir die ungewohnte Art mit der Flagge von unten nach oben zu starten nicht kannten. Wir fuhren dann zwar bei Regen wie die Berserker dem entschwundenen Feld nach, und was meine Person anlangt, war ich maßlos überrascht, als ich einen Konkurrenten nach dem anderen aufholte und auf einmal sogar Fergus Anderson, der eine neue A.J.S. ‚Boy Racer‘ fuhr, hinter mich brachte. Dann begann aber die Kupplung zu rutschen und da man damals noch keine bei Fahrt von Hand verstellbaren Bowdenzüge besaß, gab ich das Rennen, etwa am fünften Platz liegend, auf, weil mir ohnehin das Wasser schon bei den Stiefeln heraus lief …“
Auch der zweite Start in der Schweiz in Olten brachte ihm kein Glück. Wiederum verspätet vom Start weggekommen, fädelte er mit seiner Velocette 350 KTT MK VIII (die er vom Rennfahrer Franz-Josef Binder gekauft hatte) wie ein Slalomläufer eine Reihe vor ihm liegender Fahrer auf, bevor er sich in einer Kurve verbremste und sich in Holzbrettern wiederfand. Dabei war die Vergaserdüsennadel aus ihrer Klammer geschleudert worden, und als er den Drehgriff aufzog, hob er nur den Schieber, nicht aber die Vergaserdüsennadel auf – er musste das Rennen aufgeben.
Diese beiden Vorstellungen schienen den Veranstaltern vom Rennen in Bern-Bremgarten 1950 nicht unentdeckt geblieben zu sein, denn sie lehnten freundlich die Anmeldung von Krackowizer ab.
Erfolge 1949 in Österreich (Auswahl): Straßenrennen Korneuburg: 2. Platz hinter Radler, Straßenrennen Dornbirn: 2. Platz in der Kompressor-Klasse mit seiner „normalen“ 250 cm³ Rudge sowie zwei zweite Plätze in den Klassen 350 cm³ und 500 cm³ auf Velocette 350, die er seit März des Jahres fuhr. Beim internationalen Straßenrennen in Rankweil belegte er den 5. Platz und wurde zweitbester Österreicher hinter Anderson, Volzwinkler, Nocchi und Roland.

### Ab 1950
In den folgenden Jahren fuhr er mit wechselndem Erfolg auch im Ausland, z. B. in Erlen und Olten (Schweiz), beim Schauinsland-Bergrennen, Ingolstadt (Donauring-Rennen) und am Norisring in Nürnberg sowie auf dem Hockenheimring (alle Deutschland). Daneben nahm Krackowizer an Wertungsfahrten und Bergrennen in Österreich teil.
Nach dem überraschend frühen Tod seines Vaters 1952, der in Vöcklabruck Rechtsanwalt war, musste er sich auf Rennen in Österreich beschränken. In Vöcklabruck betrieb er einen Motorradhandel. Neben Straßenrennen mit Motorrädern nahm er auch an Rollerrennen mit einem Lohner-Roller teil (z. B. in Linz), sowie an mehrtägigen Alpenrundfahrten mit Kleinmotorrädern. Im Laufe der Jahre fuhr er verschiedene Motorradmarken: Rudge 250 cm³, Velocette KTT MK VIII 350 cm³, BSA „Gold Star“ 350 cm³, Lohner-Roller, Norton „Dominator“ 500 cm³, A.J.S., Puch u. a. 1955 beendete er seine aktive Rennfahrerlaufbahn. Erst ab 1973 fuhr er wieder bei Motorveteranen-Veranstaltung (allerdings im Renntempo) mit.

## Berufliche Laufbahn
Im Herbst 1947 begann Helmut Krackowizer mit dem Studium an der Hochschule für Welthandel. Seine berufliche Laufbahn führte ihn über das Kaufmannsdiplom 1951 an der Wiener Wirtschaftsuni ein Jahr später zum Titel Doktor der Wirtschaftswissenschaften, zu den Eternit-Werken Hatschek in Vöcklabruck und 1955 zu Porsche nach Salzburg als Werbe- und Pressechef. In dieser Funktion organisierte Krackowizer im April 1964 einen Weltrekord mit zwei VW 1500 auf dem Kurs in Monza in Italien. Vier Weltrekorde wurden dabei mit einem der beiden Serienmodelle von zwölf Journalisten aufgestellt, die sich während der Dauerprüfung nach jeweils 80 Runden abwechselten. Unter anderem war es der Rekord über 10.000 Meilen in 127 Stunden und 19:51,1 Minuten einschließlich Zeit für Tanken und Ölwechsel. Das entsprach einer Durchschnittsgeschwindigkeit von 126,390 km/h. Die schnellste Runde fuhr Krackowizer mit 143,382 km/h.
Später wechselte er zu Mercedes-Benz (1964) und dann zu British Leyland (1969). Zuletzt, ab 1976, war er als Public Relations Manager bei Chrysler (später umbenannt in Talbot, schließlich fusioniert mit Peugeot) bis zu seiner Pensionierung 1987 tätig.

## Journalistische Tätigkeit
Schon in seiner aktiven Rennfahrerzeit schrieb Krackowizer für Zeitungen. So war er 1954 auf Einladung von NSU auf dem Hockenheimring im Sattel einer Werks-NSU-Rennmaschine, der sogenannten Rennfox, unterwegs; auch eine 250 cm³-KTM-Racing testete er. So begann er im Auftrag von Motorradherstellern und -importeuren Fahrberichte über Motorräder zu schreiben.
Daneben war er bei vielen Rennen, die damals noch erlaubt waren, der Platzsprecher: Bergrennen auf dem Gaisberg in der Stadt Salzburg, bei Engelhartszell an der Donau, am Gmundner Berg, beim „1. Mai Rennen“ auf der Autobahn bei Salzburg und bei vielen anderen.
Bereits seit seiner Kindheit hatte Krackowizer Motorräder, Motorradfahrer, Flugzeuge u. a. gezeichnet. Erst 1964 wandte er sich wieder diesem Talent zu. Er zeichnete Motorräder nach Originalvorlagen in Großformat mit Bleistiften. Die erste Mappe mit Motorradzeichnungen kam 1965 auf den Markt. Dann entstanden etwa 15 weitere Kunstdruckmappen, „Motorrad Meilensteine“ genannt, mit je vier historischen Rennmotorrädern. Weiters schrieb er Bücher über die Geschichte der Motorräder und Motorradrennen und auch Artikel für Fachzeitungen im deutsch- und englischsprachigen Raum. Seine letzten beiden Bücher waren „TOEFF Land Schweiz“ und „TOEFF Land Schweiz 2“. Seine Bücher sind heute vergriffen.

## Der „Motorrad-Professor“
Nachdem er sich 1955 von der aktiven Rennfahrertätigkeit zurückgezogen hatte, stand zunächst die berufliche Laufbahn im Mittelpunkt seines Lebens. Erst Mitte der 1960er-Jahre begann er historische Motorräder in ganz Europa aufzuspüren. Einige dieser Funde behielt er, ließ sie restaurieren, tauschte oder verkaufte sie wieder. 1967 gründete er den dritten Motor-Veteranen-Club in Österreich. 1976 war Krackowizer auch kurze Zeit Präsident des österreichischen Motor-Veteranen-Verbands.
Helmut Krackowizer kannte so gut wie jedes historische Motorrad im Detail, wusste die Geschichten seltener Motorräder und Lebensläufe von Rennfahrern zu erzählen. Zu seinen Freunden zählten u. a. Sammy Miller, John Surtees, Walter Zeller, Luigi Taveri, Hans Haldemann, Schorsch Meier, und viele andere aus der Motorrennsportszene. Er war Mitglied im Rudge Enthusiasts Club in England.
Einen Lebenstraum erfüllte er sich mit den großartigen Motor-Veteranen-Gleichmäßigkeitsbewerben auf dem Salzburgring, den „Oldtimer Grands Prix“, die zwischen 1975 und 1994 regelmäßig stattfanden. Stars wie Niki Lauda, Juan Manuel Fangio, Bill Lomas und andere Stars aus der Motorradszene vergangener Jahrzehnte kamen zu diesem Veteranenbewerb für historische Automobile und Motorräder. Weit über 100 Automobile und bis zu 300 Motorräder nahmen jedes Jahr an diesem Ereignis teil. Mercedes-Benz schickte die berühmten Silberpfeile nach Salzburg.
Krackowizer stieg noch selbst in den Sattel von Motorrädern und fuhr bei verschiedenen Veteranenveranstaltungen. So auch 1973 beim ersten Veteranenrennen auf dem europäischen Kontinent (in Großbritannien hatte es diese Veranstaltungen schon vorher gegeben) auf dem Nürburgring auf einer Sunbeam 90, Baujahr 1929; er wurde Gesamtsieger. 1990 fuhr er im Rahmen der Tourist Trophy bei der sogenannten Lap of Honour im Sattel einer Ex-Wal-Handley-Rudge eine Ehrenrunde auf dem Kurs auf der Insel Man. Bis 1999 im Alter von 77 Jahren nahm er noch aktiv mit Motorrädern an Veteranenveranstaltungen teil.

## Österreichisches Motorrad-Literatur und -Bild Archiv
Krackowizer hatte im Laufe seines Lebens nicht nur Motorräder gesammelt, sondern auch Bildmaterial, Zeitschriften und Zeitungen, Bücher und andere Dokumentationen über die Geschichte von Motorrädern, Motorradrennfahrern, Motorradrennstrecken und -rennen. Erhalten sind unzählige Manuskripte und eigenes Fotomaterial seiner journalistischen Tätigkeit.

## Funktionen im Motorsport
- Von 1947 bis 1955 aktiver Motorradrennfahrer
- Von 1952 bis 1975 nationaler und internationaler Zeitnehmer der OSK, FIM und FIA, acht Jahre Chefzeitnehmer der Obersten Sportkommission, OSK, für Oberösterreich und Salzburg
- Gründer und langjähriger Präsident des Motor Veteranen Clubs Salzburg (1967)
- Präsident der Subkommission Motorräder der FIVA, des Dachverbands der Veteranenklubs
- on 1981 bis 1984 Präsident des Internationalen Gemeinnützigen Motorsportvereins Salzburgring;

## Werke (Auswahl)
- Helmut Krackowizer, Peter Carrick: Motorradsport. 1972.
- 25 Motorrad WM. Welsermühl Verlag, 1975.
- Meilensteine der Motorradgeschichte. Gondrom Verlag, Bindlach 1995, ISBN 3-8112-1271-0.
- Motorrad Album. Markt Buch, VF Verlagsgesellschaft, Wiesbaden 1990, ISBN 3-926917-05-9.
- Helmut Krackowizer, Klaus Fischer,  Hans Haldemann: TOEFF Land Schweiz. SERAG AG Verlag, Pfäffikon 1992, ISBN 3-908007-72-5
- Helmut Krackowizer, Klaus Fischer: TOEFF Land Schweiz 2. SERAG AG Verlag, Pfäffikon 2000, ISBN 3-908007-87-9.